# Вудлох (Техас)
Вудлох (англ. Woodloch) — місто (англ. town) в США, в окрузі Монтгомері штату Техас. Населення — 186 осіб (2020).

## Географія
Вудлох розташований за координатами 30°13′2″ пн. ш. 95°24′48″ зх. д. / 30.21722° пн. ш. 95.41333° зх. д. (30.217223, -95.413207).  За даними Бюро перепису населення США в 2010 році місто мало площу 0,21 км², уся площа — суходіл.

## Демографія
Згідно з переписом 2010 року, у місті мешкало 207 осіб у 68 домогосподарствах у складі 58 родин. Густота населення становила 982 особи/км².  Було 73 помешкання (346/км²).
Расовий склад населення:
| - 93,7 % — білих - 3,4 % — чорних або афроамериканців - 1,9 % — осіб інших рас |

До двох чи більше рас належало 1,0 %. Частка іспаномовних становила 8,7 % від усіх жителів.
За віковим діапазоном населення розподілялося таким чином: 24,2 % — особи молодші 18 років, 58,9 % — особи у віці 18—64 років, 16,9 % — особи у віці 65 років та старші. Медіана віку мешканця становила 42,3 року. На 100 осіб жіночої статі у місті припадало 105,0 чоловіків;  на 100 жінок у віці від 18 років та старших — 101,3 чоловіків також старших 18 років.
Середній дохід на одне домашнє господарство  становив 114 612 долари США (медіана — 76 875), а середній дохід на одну сім'ю — 95 182 долари (медіана — 83 750). За межею бідності перебувало 2,3 % осіб, у тому числі 0,0 % дітей у віці до 18 років та 0,0 % осіб у віці 65 років та старших.
Цивільне працевлаштоване населення становило 115 осіб. Основні галузі зайнятості: освіта, охорона здоров'я та соціальна допомога — 20,0 %, мистецтво, розваги та відпочинок — 19,1 %, роздрібна торгівля — 12,2 %, будівництво — 11,3 %.